# Grønligrotta

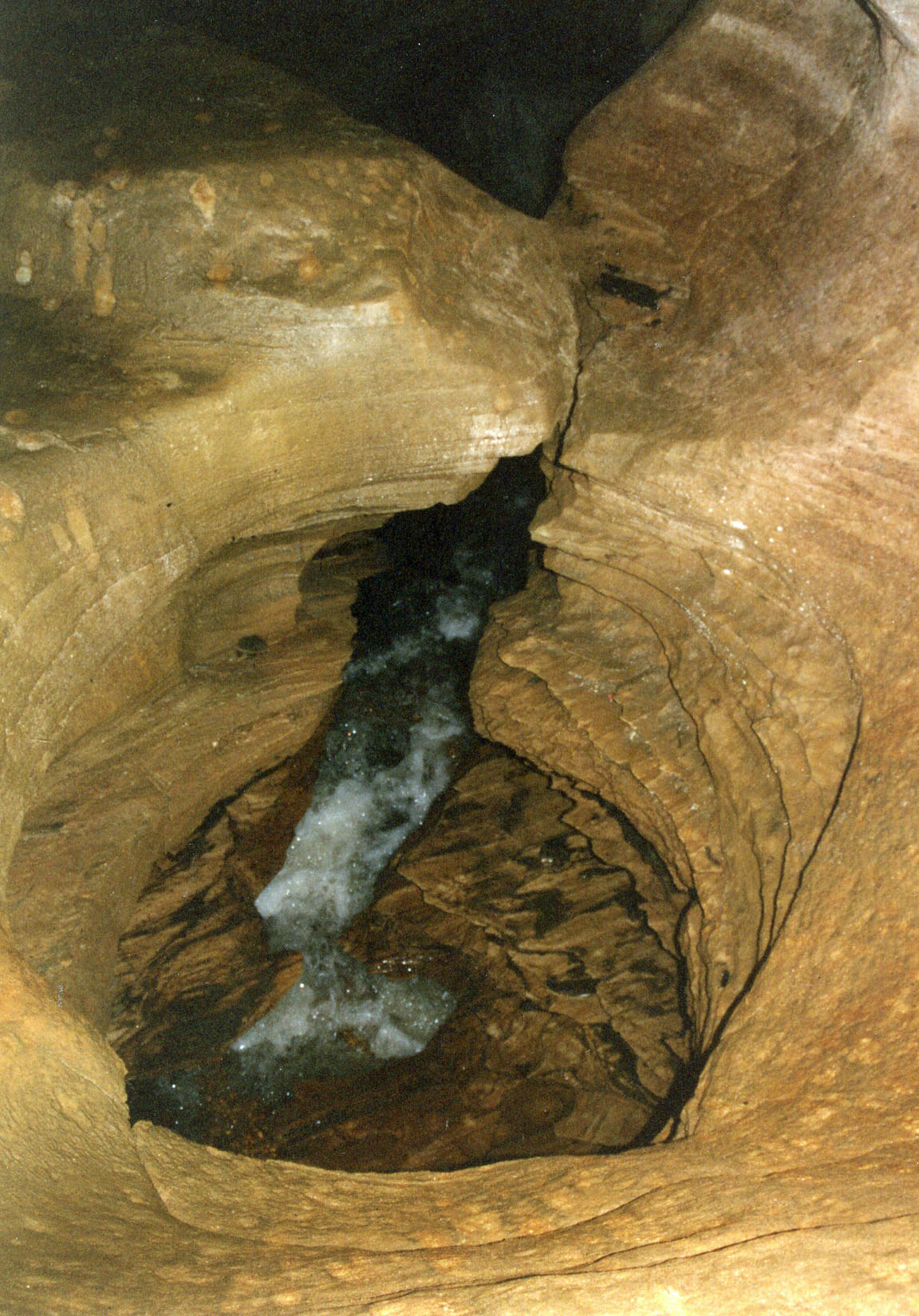
Chute d'eau dans la grotte de Grønligrotta.

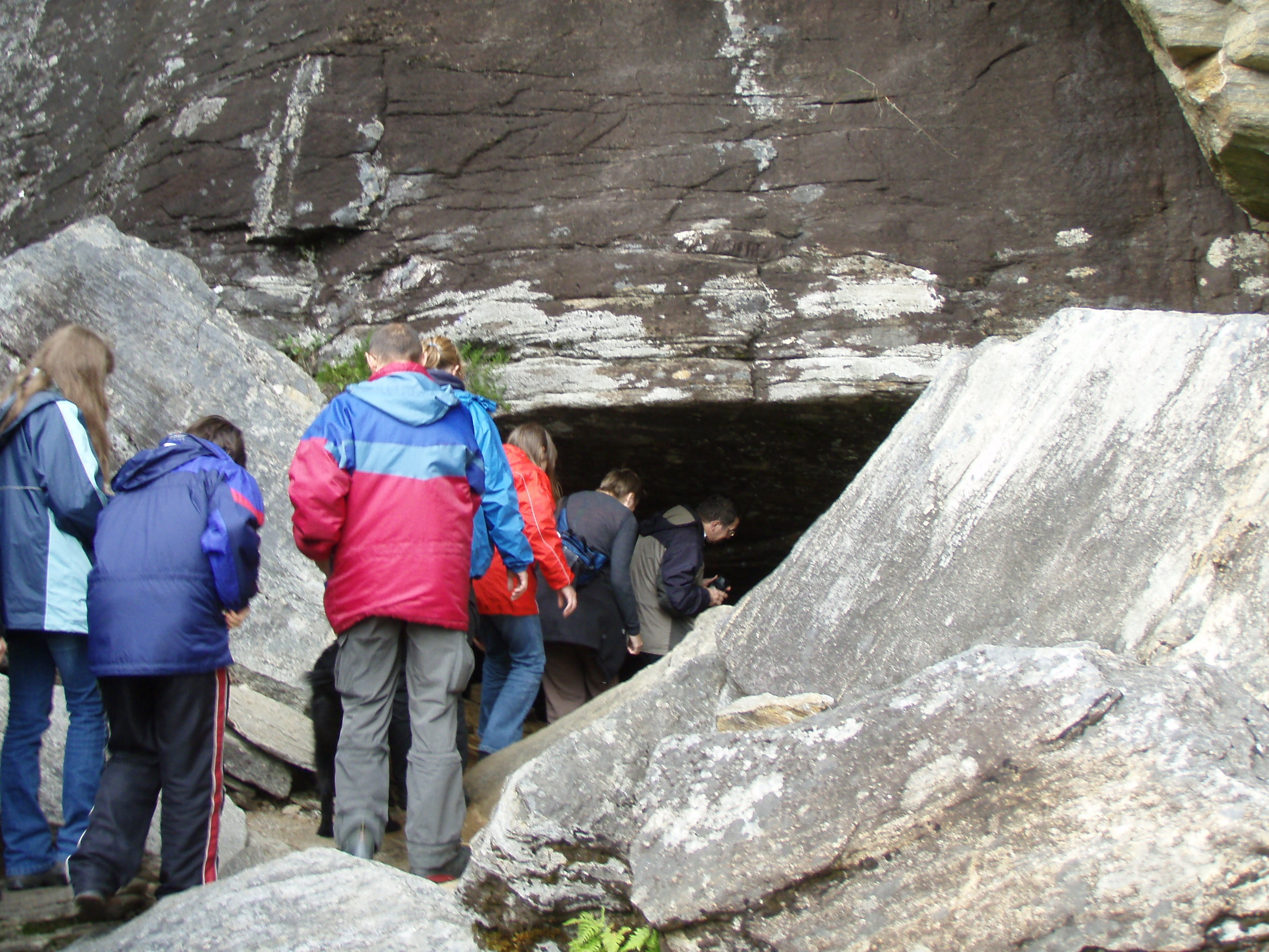
Entrée de la grotte de Grønligrotta.

Grønligrotta est une grotte située à une trentaine de kilomètres de la ville de Mo i Rana, située juste en deçà du cercle Arctique, dans la commune de Rana et le comté de Nordland en Norvège.

## Description
La région de Nordland contient de nombreuses grottes, (environ 200 cavités dans cette région polaire norvégienne), parmi celles-ci, la grotte de Grønligrotta est sans doute la plus connue pour ses beautés naturelles. La grotte a été découverte en 1730. La première exploration de la grotte a été faite en 1914 par le géologue norvégien Oxaal. 
Elle mesure 4 200 mètres de long. Son couloir principal descend avec une pente régulière de 20° qui situe le fond de la cavité à 107 mètres en dessous de son entrée. Le public ne peut parcourir que les 400 premiers mètres avec une arrivée à un niveau situé à environ 80 mètres en dessous de l'entrée.
La grotte s'enfonce dans le calcaire et à certains endroits, celui-ci s'est transformé en une mince couche de marbre. Le plafond de la grotte se compose de mica. Une rivière souterraine avec des cascades et des rapides traverse la grotte. Un bloc de granit à l'intérieur de la salle dénommée la «chapelle» a été transporté ici à plusieurs kilomètres  de distance par un  glacier à il y a 10 000 ans au cours de la dernière période glaciaire.
Une autre grotte voisine de celle-ci sert de lieu de stockage pour la Bibliothèque nationale de Norvège (Nasjonalbiblioteket), qui s’est installée sur le site de Mo i Rana en 1989.